# Igor Cukrov
Igor Cukrov (Šibenik, 6. lipnja 1984.) hrvatski je pjevač i glazbenik, predstavnik Hrvatske na Pjesmi Eurovizije 2009. u Moskvi i bivši natjecatelj talent showa Operacija trijumf.

## Karijera

### Rana karijera i naobrazba
Cukrov je rođen u Šibeniku, no zbog očeva se posla (svirača trube u orkestru  Hrvatske ratne mornarice), samo dvije godine kasnije, cijela obitelj seli u Split. Otac ga je naučio svirati trubu, dok je u glazbenoj školi "Josip Hatze" naučio svirati gitaru, klarinet i klavijature. U dobi od sedam godina postaje pobjednik Prvog pljeska dječjeg festivala u Splitu. Godine 2007. na poziv voditelja klape Cambi postaje njezin član i debitira na Splitskom festivalu gdje osvaja nagradu za najboljega debitanta. 
Studirao je teologiju na splitskom  Katoličkom bogoslovnom fakultetu te je, prema vlastitu priznanju, na početku studija razmišljao i o tome da se zaredi, no studij je napustio kako bi se potpuno posvetio glazbi.

### Operacija trijumf
Operacija trijumf regionalna je verzija talent showa Fame Academy (hr: Akademija slave). Show traži mlade pjevačke talente iz zemalja bivše Jugoslavije (osim Slovenije): Bosne i Hercegovine, Hrvatske, Makedonije, Crne Gore i Srbije. Show je počeo 29. rujna 2008. Cukrov je pokazao svoje pjevačke sposobnosti pjevajući pjesme poput"Con te partirò"  Andree Bocellija, ali i rock pjesme kao što su "Angie" od the Rolling Stonesa i "I Don't Want to Miss a Thing" od Aerosmitha. Natjecatelji Operacije trijumf, uključujući i Igora Cukrova, bili su na koncertu Gorana Karana u Beogradu, pjevajući Stand by Me.
Cukrov je ispao iz showa na trinaestoj gala večeri nakon što je natjecatelj Vukašin Brajić dobio više glasova gledatelja. Tijekom showa pojavile su se glasine da se član žirija, Tonči Huljić, veoma zaštitnički ponaša prema Cukrovu jer sve do dvanaeste gala večeri nijednom nije bio nominiran. Huljić kasnije je izjavio kako je ispadanje Cukrova bilo nepravedno.
Tijekom Operacije trijumf, Igor Cukrov otpjevao je sljedeće pjesme:
- Gibonni & Oliver Dragojević – "U ljubav vjere nemam" s Nikolom Paunovićem (Gala 1)
- Željko Joksimović – "Leđa o leđa" sa Željkom Joksimovićem (Gala 2)
- Dino Merlin & Željko Joksimović – "Supermen" s Vukašinom Brajićem (Gala 3)
- Gibonni – "Libar" (Gala 4)
- Kemal Monteno – "Nije htjela" s Kemalom Montenom (Gala 5)
- Andrea Bocelli – Con te partirò (Gala 6)
- Oliver Mandić – "Poludeću" (Gala 7)
- The Beatles – "Yesterday" (Gala 8)
- Bijelo dugme – "Ako ima Boga" (Gala 9)
- Indexi – "Žute dunje" (Gala 10)
- The Beatles – "Help!"/"A Hard Day's Night" sa svim muškim natjecateljima (Gala 11)
- Zdravko Čolić – "Jedna zima s Kristinom" (Gala 11)
- Celine Dion – "My Heart Will Go On" s Ninom Petković (Gala 11)
- The Rolling Stones – "Angie" (Gala 12)
- Prljavo kazalište/VIS Idoli – "Mi plešemo"/"Maljčiki" s Anom Bebić i Vukašinom Brajićem (Gala 12)
- Aerosmith – "I Don't Want to Miss a Thing" (Gala 13)
- U2 – "With or Without You" (Gala 13) s Vukašinom Brajićem
- Film – "Pjevajmo do zore" s Andreom Harapin, Ivanom Nikodijević i Kristijanom Jovanovom (polufinale)

### Pjesma Eurovizije 2009.
Nakon Operacije trijumf, svi su natjecatelji najavili želju za nastupanjem na Pjesmi Eurovizije 2009., održanoj u Moskvi. Hrvatski OT natjecatelji: Igor Cukrov i Ana Bebić su se nakon toga prijavili na Doru 2009. Pjesmu "Lijepa Tena" napisao je i uglazbio sam Tonči Huljić. Finale Dore održano je 28. veljače 2008., gdje je Igor Cukrov, zajedno s Andreom Šušnjarom, pobijedio osvojivši 30 bodova. Predstavljajući Hrvatsku, Cukrov je u Moskvi osvojio 18. od ukupno 25 mjesta.

### Tvoje lice zvuči poznato
Cukrov je u veljači 2025. bio najavljen kao jedan od osmero natjecatelja devete sezone emisije Tvoje lice zvuči poznato. U sezoni je odnio pobjedu u četvrtoj epizodi u kojoj je nastupio kao Tony Cetinski i u šestoj epizodi kao Oliver Dragojević.

## Privatni život
Tijekom Operacije trijumf, bio je blizak s crnogorskom natjecateljicom Ninom Petković. Divi se glazbenicima poput  Andree Bocellija i  Georgea Michaela.U srpnju 2018. godine oženio se srpskom manekenkom Katarinom Kržanović s kojom ima sina Kristijana.

## Diskografija

### Albumi
- 2009. – Kompilacija pjesama natjecatelja Operacije trijumf

### Singlovi
- 2007. – "Duša mi je bili kamen"
- 2009. – "Lijepa Tena"[3]
- 2009. – "Mjesečar"
- 2010. – "Nebesa" (feat. Magazin)
- 2010. – "Treba li mi netko kao ti"
- 2010. – "Proli vino po meni"
- 2016. – "Daruj sreću novim ljudima"
- 2022. – "Svoj na svome" (feat. Mile Perkov)
- 2024. – "Ono nešto to si ti" (Biser Jadrana)

## Vanjske poveznice
- Igor Cukrov na službenoj stranici Operacije trijumf